# 黃國棟
黃國棟號殿臣，本籍廣東欽州，曾任軍功，是中國清朝官員，於1879年上任台灣恆春縣游擊，為台灣清治時期的地方官員，該官職主要從事恆春地區游擊事務，品等不高，只為正七品以下。